# Adidas Jabulani
Jabulani é a bola de futebol que foi utilizada na Copa do Mundo FIFA de 2010, realizada na África do Sul. Foi produzida pela Adidas e apresentada em 4 de dezembro de 2009, no sorteio dos grupos do torneio.

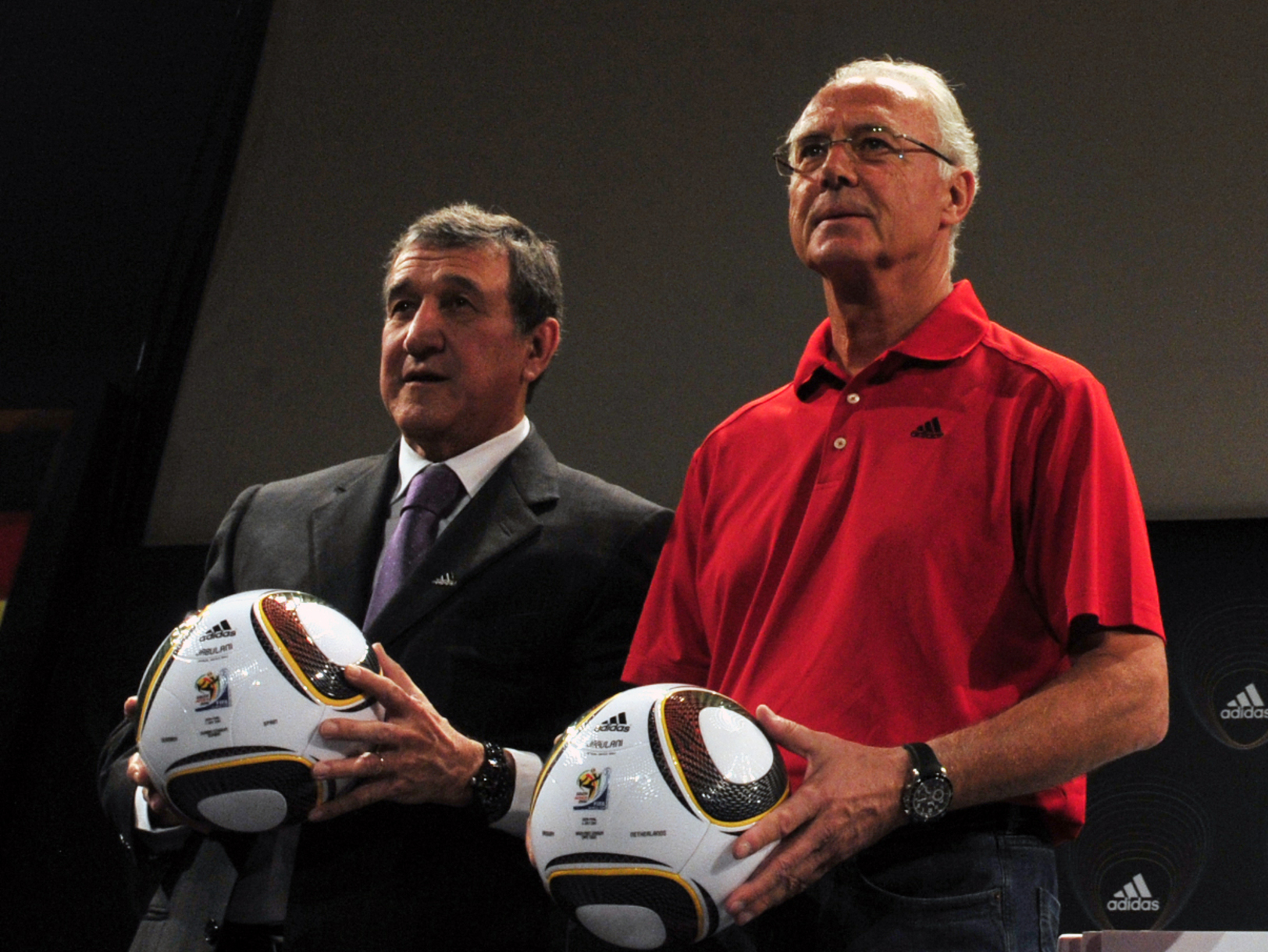
Carlos Alberto Parreira e Franz Beckenbauer apresentando as bolas das semifinais da Copa do Mundo FIFA de 2010.

## Características
A bola possui 11 cores diferentes, cada uma representando os dialetos e etnias diferentes da África do Sul. O nome da bola significa "Celebrar", em isiZulu.
Jabulani é uma palavra da língua Bantu isiZulu, um dos 11 idiomas oficiais da África do Sul. A bola da Copa 2010 tem apenas oito gomos em formato 3D. Seu design possui traços africanos, misturados numa diversificação de 11 cores - o branco predomina.
As cores, de acordo com a Adidas, foram escolhidas para representar os 11 jogadores de cada seleção, os 11 idiomas oficiais da África do Sul e as 11 tribos que formam a população sul-africana.
O lançamento oficial da bola aconteceu na Cidade do Cabo, na África do Sul, antes do sorteio dos grupos da Copa. Outras regiões do mundo também receberam o lançamento. No Brasil, a festa ocorreu no estádio do Pacaembu.

### Adidas Jo'bulani
Uma versão especial da Jabulani, denominada Jo'bulani, foi usada na grande final da Copa. O nome da bola foi inspirado na cidade de Joanesburgo, que sediou a final, e muitas vezes é apelidada de Jo'burg. A bola tem contornos dourados, ao invés dos contornos mais escuros da Jabulani, também em homenagem à cidade-sede, muitas vezes apelidada de City of Gold ("Cidade do Ouro"), além do dourado representar o prêmio conquistado pelo vencedor da partida. Esta é a segunda bola produzida exclusivamente para uma final. A primeira foi a Adidas + Teamgeist Berlin, derivada da Adidas Teamgeist, criada para a Copa do Mundo de 2006.
Na final da Copa do Mundo, realizada em 11 de julho no Soccer City, o único gol marcado com esta bola teve a autoria de Andrés Iniesta, na vitória da Espanha contra a Holanda, pelo placar mínimo, aos 11 minutos do segundo tempo da prorrogação.

## Outros torneios
A bola foi usada no Mundial de Clubes da FIFA de 2009, realizado nos Emirados Árabes Unidos. Uma versão especial da bola, chamada Adidas Jabulani Angola, foi a bola oficial da Copa das Nações Africanas de 2010, esta versão tem uma coloração diferente, e representa as cores de Angola, sede do torneio. A bola também foi usada em diversos campeonatos europeus, dentre eles a Bundesliga 2009-10.
Após a Copa, a bola ainda foi usada no jogo amistoso entre Palmeiras e Boca Juniors, no dia 9 de julho de 2010.

## Polêmicas
A bola foi muito criticada por jogadores da seleção brasileira. Júlio César, Felipe Melo, Luís Fabiano, Júlio Baptista e Robinho qualificaram a bola da Copa como "muito ruim". Júlio César chegou a classificá-la como "bola de mercado".
O goleiro chileno Claudio Bravo, por sua vez, comparou-a com uma bola de vôlei de praia. E o técnico da seleção inglesa, Fabio Capello, afirmou que a bola era a pior que já viu em toda a sua vida.
A Adidas, porém, rebateu as críticas alegando que a bola foi feita após muitos anos de estudo e aprimoramentos tecnológicos e descartou a criação de uma nova bola para o torneio.[carece de fontes?] Muitos analistas também classificaram as críticas como sem fundamento, e desconfiam que estas podem ter surgido da rivalidade comercial entre empresas de material esportivo, já que muitos dos jogadores que criticaram a bola são patrocinados pela maior rival da Adidas, a estadunidense Nike.[carece de fontes?]

## Primeiro gol
O primeiro gol foi marcado pelo sul-africano Siphiwe Tshabalala, no jogo de abertura contra a seleção mexicana, no dia 11 de junho. O jogo viria a terminar com o placar de 1 a 1, após o gol marcado pelo mexicano Rafael Márquez.